# Sweet lily
Sweet lily（スイートリリー）は、かつて存在した愛知県名古屋市出身のフルート奏者。芸能プロダクションMARNICE所属。
結成当初はITSUKI（イツキ、3月19日 - 、血液型O型）とMAKI（マキ、6月7日 - 、血液型A型）の2人で活動していたが、2007年からはITSUKI1人で活動。2013年9月をもって芸能界から引退したと所属事務所が通知した。

## 略歴
- 2005年 - Sweet lily結成。愛・地球博『トワイライトコンサート』でライブデビュー。NHK名古屋放送局『ほっとイブニング金の鯱』でレギュラーを務める。
- 2006年 - DVD『Sweet lily』を発売。『24時間テレビ』を始め、数多くのイベントやライブに出演。
- 2007年 - CDアルバム『ALL A 〜all fine all music〜』を発売。初のコンサート『First love』を単独公演。NHK名古屋放送局『FMトワイライト』でパーソナリティとしてレギュラーを務める。
- 2009年 - CDアルバム『In the fresh wind』を発売。『24時間テレビ』に出演。エフエム愛知『Sweet lily Itsukiの虹のかけ橋 』でパーソナリティとしてレギュラーを務める。
- 2012年エフエム愛知『ご好評につき！何でも聞かせて！リターンズ 』でパーソナリティとしてレギュラーを務める。
- 2013年エフエム愛知『wep change the week』でメインパーソナリティとしてレギュラーを務める。

## ディスコグラフィ

### アルバム
- ALL A 〜all fine all music〜 （2007年7月21日発売）
  1. Wind of Waking 〜輝く今日のために〜 （中京テレビ『おめざめワイド』オープニング曲）
  2. South wind 〜明日も会えるかな〜 （栄ミナミ音楽祭イメージチューン）
  3. Love 〜愛が咲く頃に〜
  4. JUMP!
  5. Kokoro no Love Song
  6. ふたり 〜木漏れ日の中で〜
  7. Prism
  8. ソラノカナタ
- In the fresh wind （2009年9月10日発売）
  1. In the fresh wind （中京テレビ『NNNストレイトニュース』、日本テレビ『ズームイン!!SUPER』『スッキリ!!』東海エリア天気予報テーマ曲）
  2. 虹のかけ橋
  3. Fantasy (Ocarina)
  4. Yellow balcony （中京テレビ『幸せの黄色い仔犬』エンディング曲）
  5. 虹のかけ橋 (Vocal Version)
  6. In the fresh wind(Instrumental)
  7. 虹のかけ橋(Instrumental)
  8. Fantasy(Instrumental)
  9. Yellow balcony(Instrumental)
  10. 虹のかけ橋(Vocal Version,Instrumental)

## 出演

### テレビ番組（レギュラー）
- ほっとイブニング金の鯱（NHK名古屋放送局）

### ラジオ番組（レギュラー）
- FMトワイライト（NHK名古屋放送局） - 木曜パーソナリティを担当。(放送終了)
- Sweet lily Itsukiの虹のかけ橋（エフエム愛知）  毎週土曜 11:00～11:30(放送終了)
- Sweet lily Itsukiの何でも聞かせて!（エフエム愛知）　毎週月曜　25:00～25:30(放送終了)
- ご好評につき!何でも聞かせて！リターンズ（エフエム愛知）　毎週月曜　25:30～26:00
- wep change the week (エフエム愛知)　毎週土曜  8:00～8:30